# Stéphane Freiss
Stéphane Freiss (ur. 27 listopada 1960 w Paryżu) – francuski aktor i reżyser.

## Życiorys

### Wczesne lata
Urodził się i dorastał w Paryżu. Jego rodzice rozwiedli się gdy miał 12 lat i pozostał z matką. Zafascynował się sceną w bardzo młodym wieku, w wieku 17 lat wstąpił na Cours Florent. Jednak zaczął studiować historię w Nanterre, jednak zrezygnował, a w latach 1983-85 uczęszczał do konserwatorium Conservatoire National Supérieur d'Art Dramatique.

### Kariera
Debiutował na kinowym ekranie w melodramacie Pierwsze pragnienia (Premiers désirs, 1983) z Emmanuelle Béart. W latach 1986–1988 występował na scenie paryskiego teatru Comédie-Française. Rola Aurele w filmie przygodowym Szuani! (Chouans!, 1988) u boku Sophie Marceau przyniosła mu nagrodę Cezara dla Najbardziej Obiecującego Aktora. Za kreację teatralną w komedii Jamesa Saundersa C’était bien na scenie Théâtre la Bruyère otrzymał w 1992 nagrodę im. Moliera. W sezonie 2004/2005 grał w sztuce Brooklyn Boy, zdobywając w 2005 nominację do nagrody im. Moliera w kategorii komedia Moliera.

## Życie prywatne
Przez kilka lat był związany z Machą Méril. Podczas sesji we Włoszech, mając 32 lata poznał 18-letnią wtedy tłumaczkę Ursulę, z którą ożenił się kilka lat później. Mają troje dzieci: dwie córki - Camille (ur. 1996) i Biancę (ur. 2007) oraz syna Rubena (ur. 1998).

## Filmografia
Filmy
- 1983: Pierwsze pragnienia (Premiers désirs) jako Raoul
- 1984: Les Parents ne sont pas simples cette année jako Laurent
- 1985: Bez dachu i praw (Sans toit ni loi) jako Jean-Pierre, inżynier agronom
- 1986: Le Complexe du kangourou jako Bob
- 1988: Szuani! (Chouans!) jako Aurele
- 1989: Les Bois noirs jako Bastien
- 1990: Królewska Faworyta (La Putain du roi) jako Hrabia di Veruna
- 1990: Baśnie tysiąca i jednej nocy (Les Mille et une nuits) jako Aladyn
- 1991: The Tribe (La Tribu) jako Olivier
- 1991: Kontrakt małżeński (Does This Mean We're Married?) jako Nick
- 1997: Królowie życia (Comme des rois) jako Edek
- 1998: Ca reste entre nous jako J.P.
- 1998: Perypetie Margaret (The Misadventures of Margaret) jako filozof
- 1999: Les Collègues jako Arbiter
- 2000: Sulla spiaggia e di là dal molo jako Guido
- 2001: Tra due mondi jako Loyola
- 2001: Betty Fisher i inne historie (Betty Fisher et autres histoires) jako Edouard
- 2001: La Grande vie! jako Pan Philippe
- 2003: Pan N (Monsieur N.) jako Generał Montholon
- 2003: Skok życia (Crime Spree) jako Julien
- 2004: Wielka rola (Le Grand rôle) jako Maurice Kurtz
- 2004: 5x2 pięć razy we dwoje (5x2) jako Gilles
- 2005: Monachium (Munich) jako francuski dziennikarz w Munich Underground
- 2006: Nazywam się Elisabeth (Je m’appelle Elisabeth) jako Régis
- 2008: Jeszcze dalej niż Północ (Bienvenue chez les Ch'tis) jako Jean Sabrier
- 2008: Ça se soigne? jako Fred Sterling

Filmy TV
- 1983: Vichy dancing jako François
- 1984: Emmenez-moi au théâtre: Croque-Monsieur jako Nicolas
- 1992: Una Vita in gioco 2
- 1993: Un otage de trop jako Julien Tramont
- 1995: Le Fils de Gascogne
- 1995: Ce que savait Maisie jako baron Claude
- 1995: L'Amour en prime jako Richard Leroy/Franck Courage
- 1995: Farinet, héros et hors-la-loi jako Samuel Farinet
- 1996: Pêcheur d’Islande jako Pierre Loti
- 1996: Marqiza de Prie (La Dernière fête) jako Staint-Aulin
- 1997: La Mère de nos enfants jako Stéphane
- 1998: Lekcja miłości (Une leçon d'amour) jako Marc
- 1998: Clarissa jako Léonard
- 2002: Si j’étais lui jako Léo
- 2003: Je hais les enfants jako Bruno
- 2005: Petit homme jako Vincent
- 2005: Des jours et des nuits jako Richard Deligny
- 2006: Niewinni (Les Innocents) jako Jean-Paul Brassier
- 2006: Je hais les parents jako Bruno
- 2006: Les Aventuriers des mers du Sud jako Robert Louis Stevenson
- 2007: Autopsja (Autopsy) jako Éric Mercadier
- 2007: Je hais les vacances jako Bruno
- 2008: De sang et d’encre jako Kapitan Marc Simon
- 2008: Papillon noir jako Richard
- 2010: Medium jako Guillaume Belcher
- 2014: Moja staruszka jako François Roy
- 2014: L'Oriana jako Francois Pelou
- 2016: Spowiedzi jako Minister z Francji De Baeque
- 2019: Cabarete jako Gerard

Seriale
- 1985: Tender Is the Night jako sierżant di Ville
- 1988: M’as-tu-vu? jako Stag
- 1989: Les Jupons de la révolution jako Talleyrand
- 1990: Les Cadavres exquis de Patricia Highsmith (odcinek Puzzle)
- 1992: Haute tension jako Stéphane
- 1997: Księżniczka Amina (Deserto di fuoco) jako Jacquot
- 2007: Bezpieczeństwo wewnętrzne (Sécurité intérieure) jako komendant Simon Foucault
- 2015: Tajemnica Elise jako Raymond Letilleul w 1969 r.
- 2015: Gdzie jest mój agent? jako Igor de Serisy